# Museo de Comayagua
El Museo de Comayagua (conocido también hasta 2008 como Museo Regional de Arqueología de Comayagua) es un museo arqueológico ubicado en Comayagua, Honduras, fundado el 6 de junio de 1940 y gestionado por el Instituto Hondureño de Antropología e Historia. 
El museo cuenta con diez salas de exposiciones y una temática arqueológica de la historia del Valle de Comayagua desde la antigüedad hasta la actualidad. Es el único museo del mundo de cultura lenca. 
El museo está albergado en una casa histórica colonial española construida a finales del siglo XVI con una larga historia de uso como Casa Presidencial de Honduras entre muchas otras utilizaciones históricas importantes.

## Historia

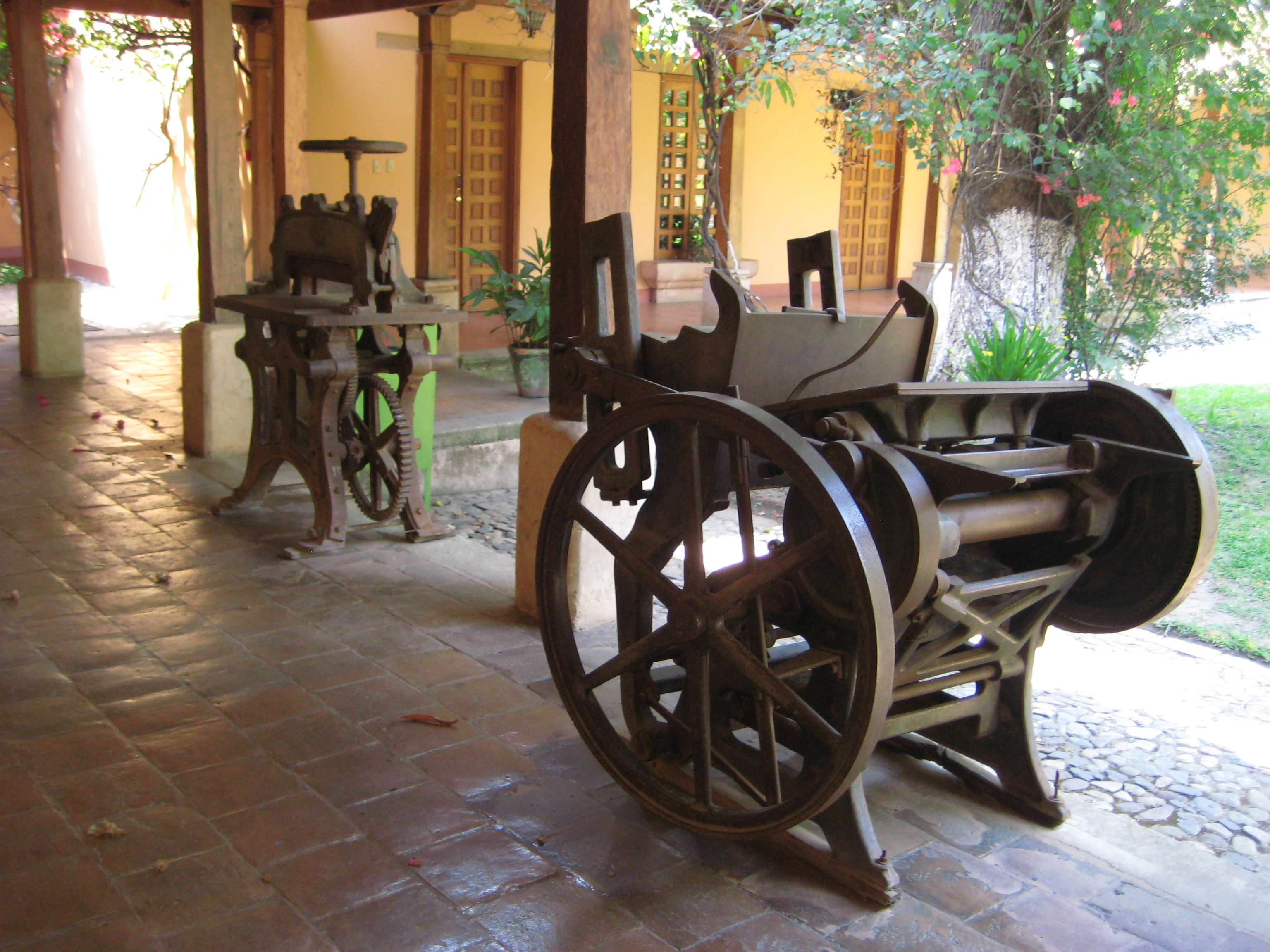
Máquinas de escribir en el museo que datan de la época colonial de Nueva España.

### Historia del inmueble

#### sigloXVIaXVIII
El inmueble fue construido a finales del siglo XVI como casa particular de Francisco del Barco y Santiponce, conquistador español de San Jorge de Olancho. La casa tiene un diseño típico colonial español de una familia de clase alta de la época. Tras la muerte de Francisco del Barco y Santiponce, la casa pasó a ser propiedad de su nieta Juana del Barco.
En el siglo XVIII la casa pasó a ser de Joaquín Fernández Lindo y Molina, regidor del Ayuntamiento de Comayagua. Su hijo, Juan Lindo, fue alférez real de la ciudad y jefe político e intendente de la provincia de Comayagua, luego diputado de la Asamblea Nacional constituyente y finalmente presidente de Honduras.

#### sigloXIX
En 1804 la casa es habitada por el entonces decano del Colegio de Abogados de Guatemala, Norberto Serrano Polo, asesor jurídico de la Intendencia de Comayagua. 
En 1862, en la era republicana, el inmueble pasa a ser la Casa Presidencial de Honduras tras ser confiscada por el presidente José María Molina en 1860. Cuando la capital hondureña es traslada por primera vez a Tegucigalpa, la casa deja de funcionar como la casa presidencial durante un periodo hasta que vuelve a serlo cuando el gobierno de don Ponciano Leiva Madrid traslada nuevamente la capital a Comayagua.
En 1880 cuando la capital es finalmente trasladada de manera permanente a Tegucigalpa la casa dejó de ser casa presidencial definitivamente.

#### sigloXX
Desde finales del siglo XIX y hasta 1940 la casa tuvo varias funciones administrativas de la ciudad. 
En 1940 una parte del inmueble es designada como museo privado. 
En los años 1970 la casa pasa a propiedad del Instituto Hondureño de Antropología e Historia bajo el nombre de "Museo Regional de Arqueología de Comayagua".
En 1995 se convirtió en la sede del programa "Comayagua Colonial", siendo el proyecto piloto, albergando las oficinas del Plan Maestro y la Escuela Taller.

#### sigloXXI
En abril de 2024 se convirtió en el primer museo de la zona que cuenta con un guía virtual multilingüe, creado por el publicista Gustavo Rivas; el cual está basado en el uso códigos QR y una plataforma multimedia que ayuda a los visitantes a disfrutar aun más su experiencia.

### Historia del museo
El museo fue fundado el 6 de junio de 1940 como museo privado especializado en la arqueología del Valle de Comayagua. En la década de los años 1970 pasa a ser propiedad del Instituto Hondureño de Antropología e Historia bajo el nombre de "Museo Regional de Arqueología de Comayagua". En 1999 el edificio se restauró y fue abierto de nuevo al público en diciembre de 1999. En el 2008 el museo cambió su nombre a Museo de Comayagua.

## Colección
El museo tiene una colección de objetos arqueológicos de la antigüedad hasta la actualidad con objetos prehispánicos de origen Lenca de los diferentes períodos y sitios de ocupación precolombina en el Valle de Comayagua. El museo tiene una colección con objetos procedentes de El Chilcal, Tenampúa, Las Vegas y Salitrón. El museo también tiene objetos de los asentamientos de Yarumela en la época prehispánica, la fundación de la ciudad de Coamyagua como ciudad española, el desarrollo de la ciudad durante la época colonial y republicana, hasta la actualidad.

La colección incluye cerámica policroma del periodo Preclásico de América, con vasijas, vasos y piezas de jade. El museo también cuenta con una biblioteca pública y un auditorio para eventos culturales.

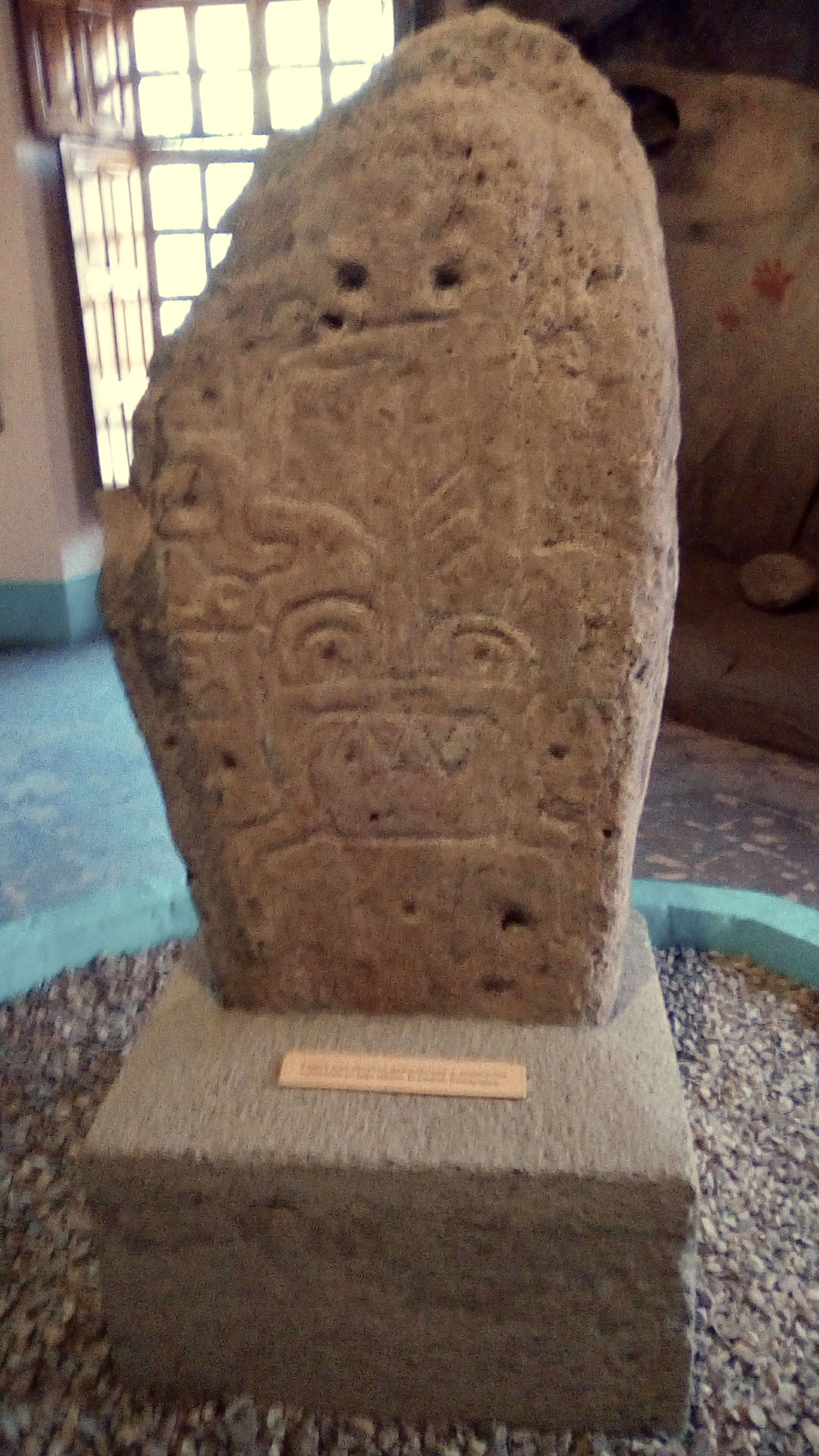
Estela del periodo preclásico Mesoamericano.
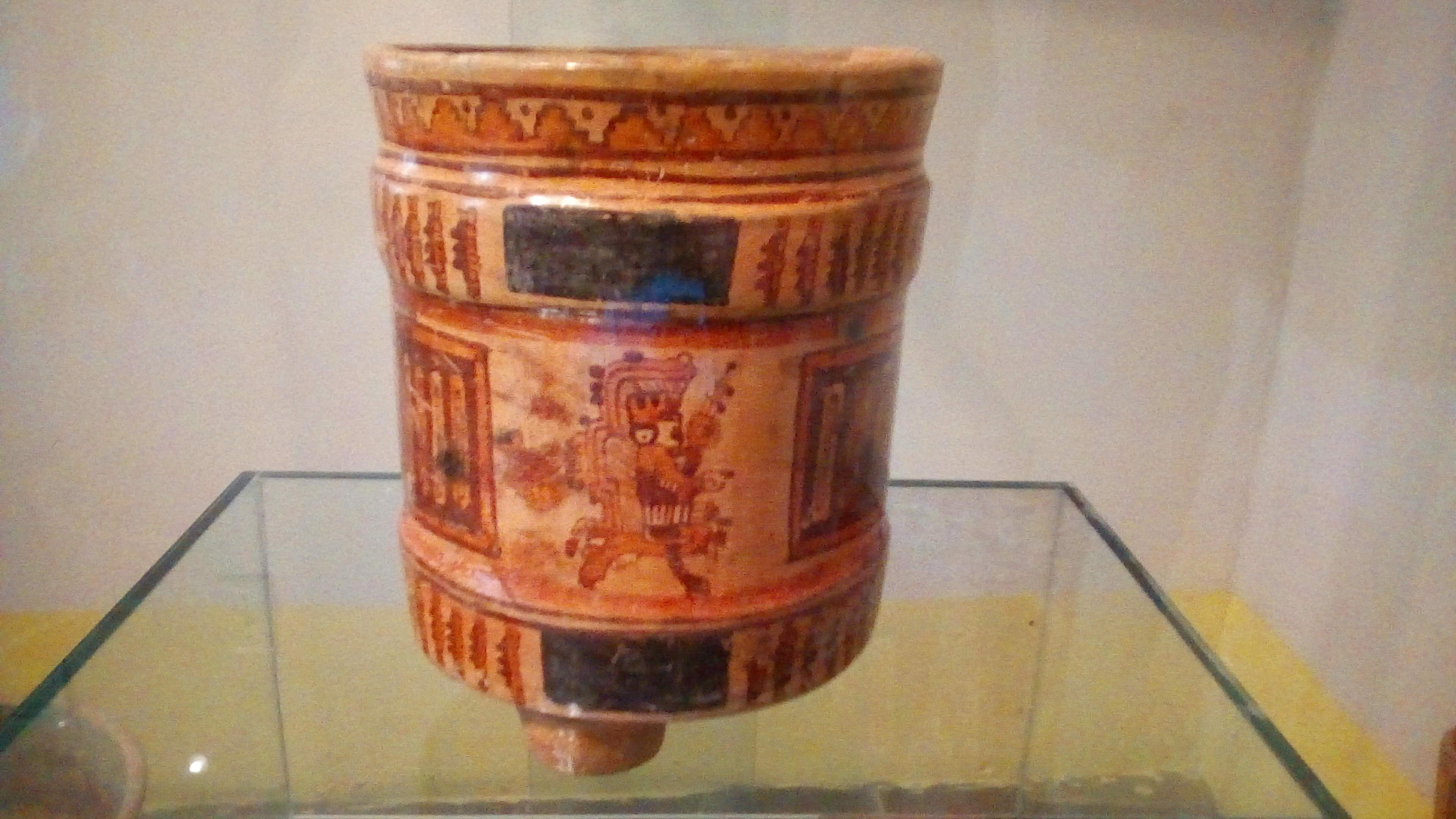
Urna Lenca decorada.
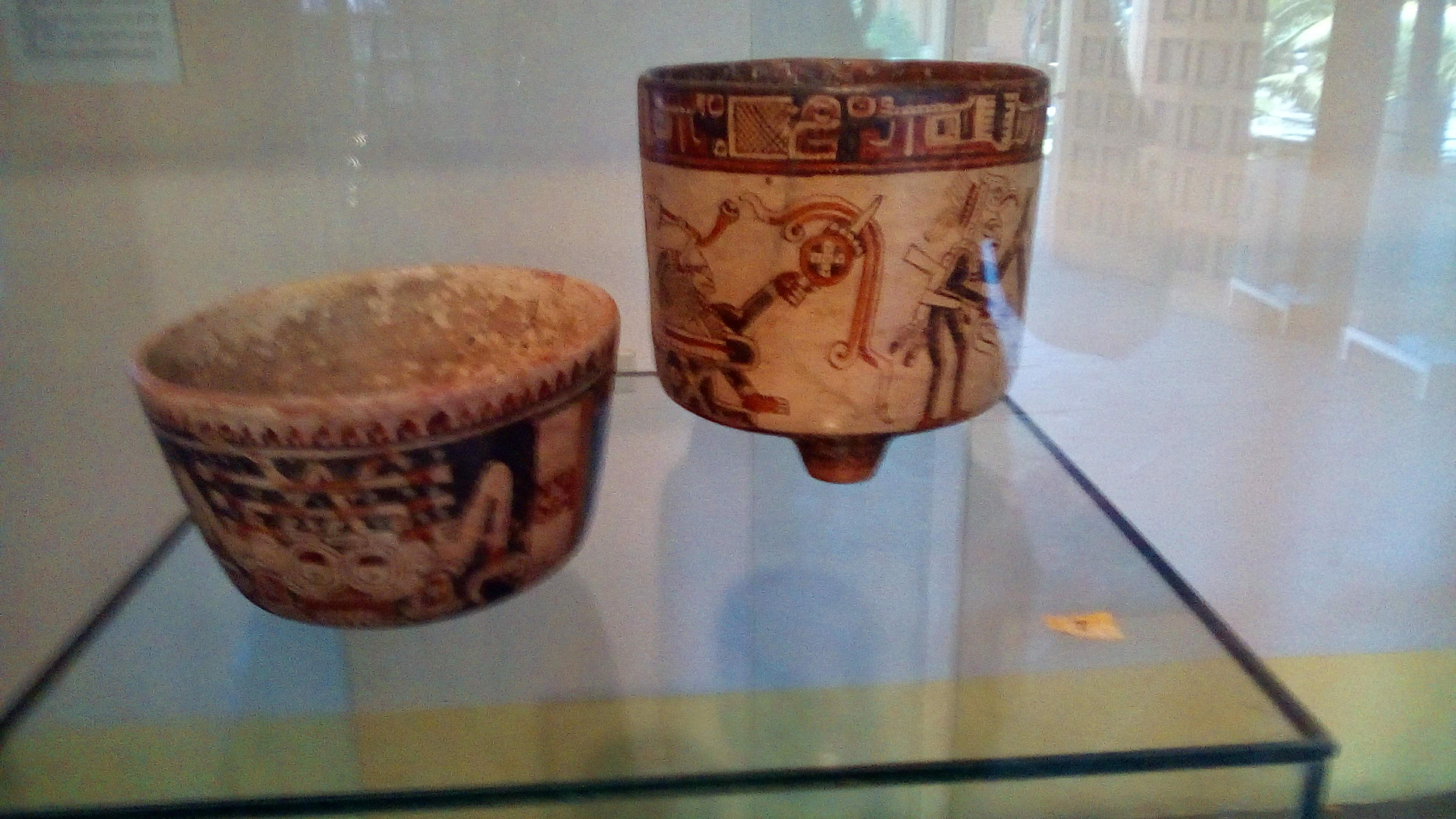
Vasijas lencas del periodo clásico mesoamericano.
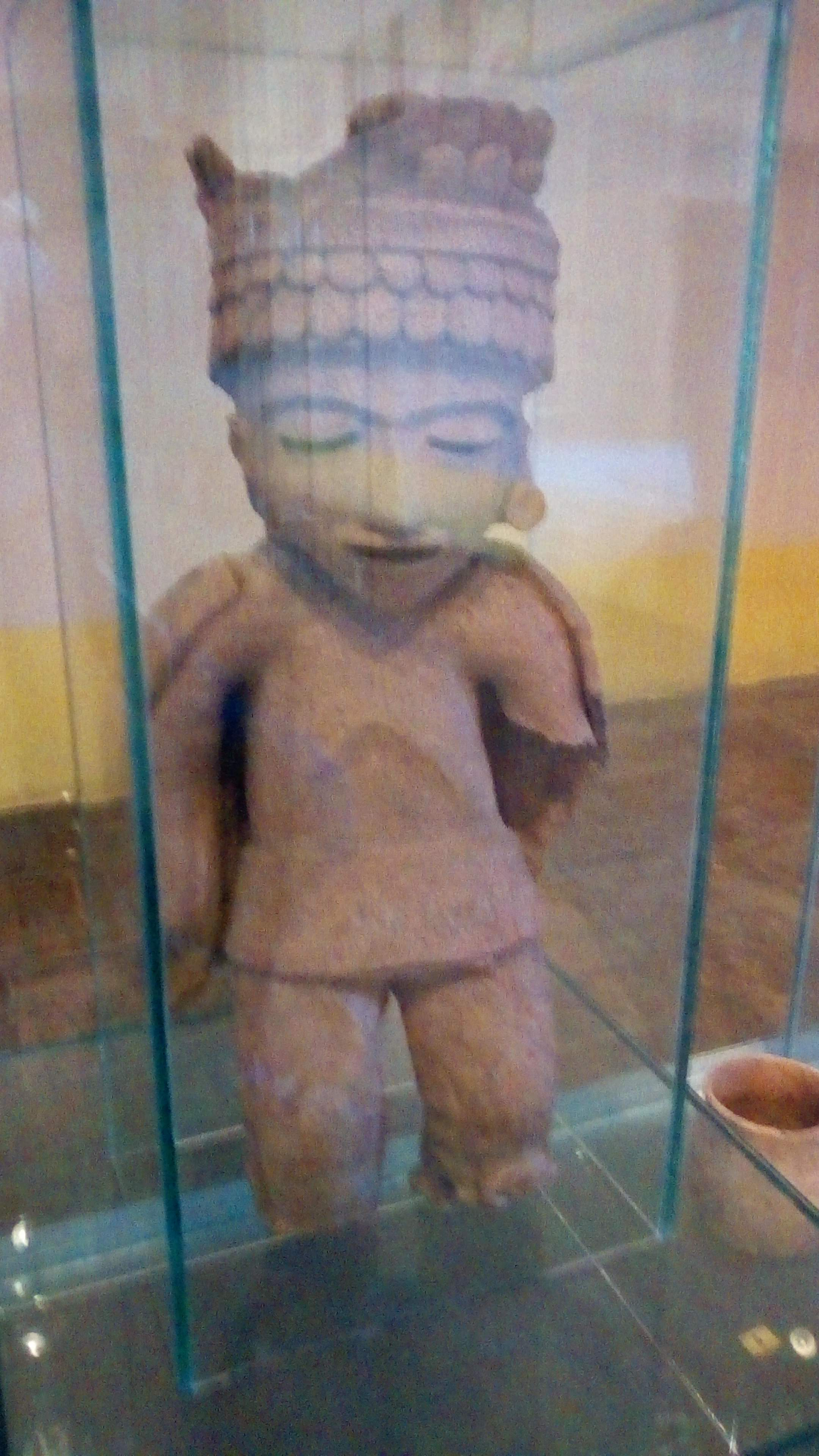
Estatua Lenca representando un cacique.
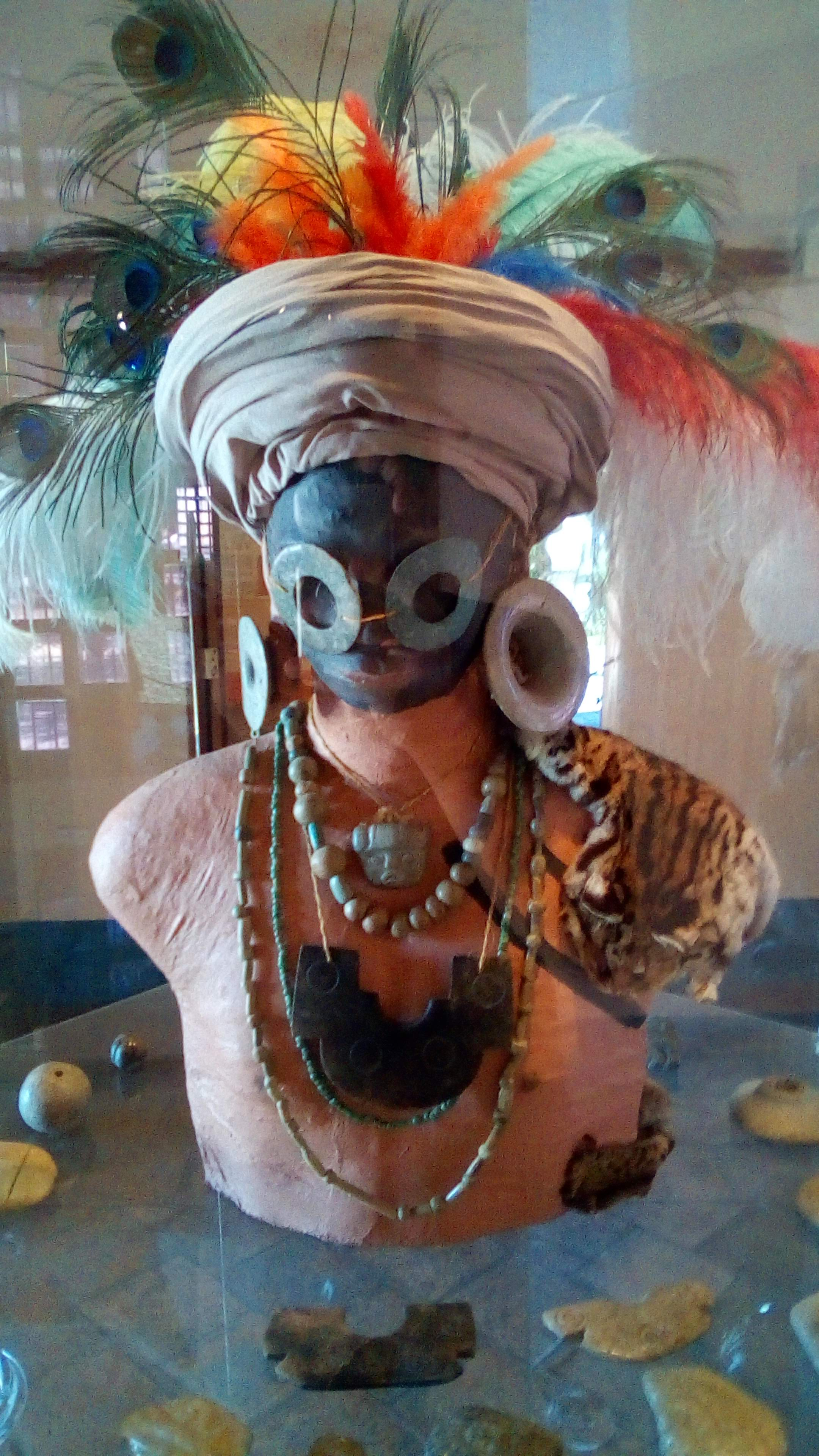
Recreación de un cacique Lenca.
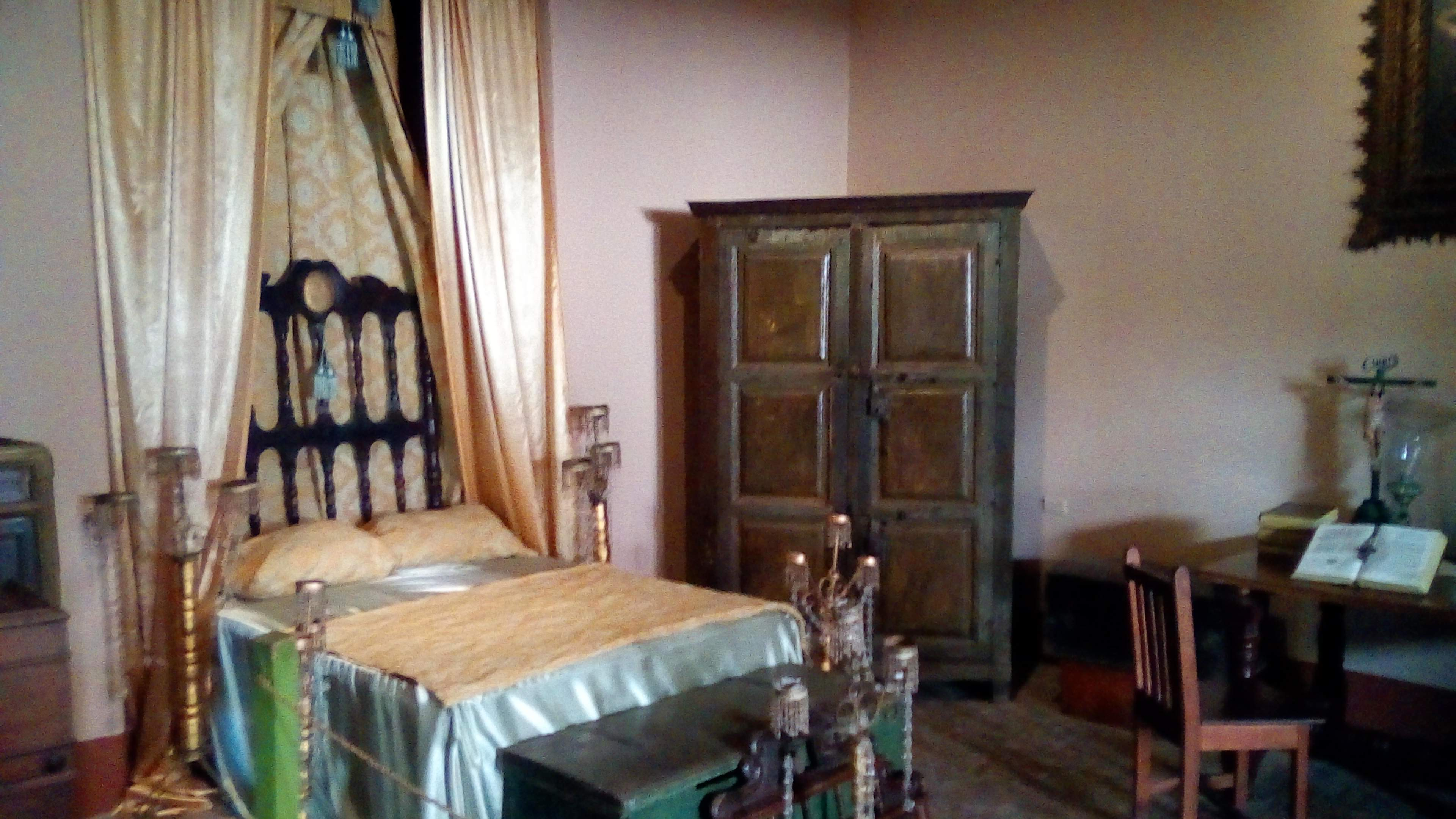
Recreación de un cuarto de una casa criolla con inmueble de la epoca.
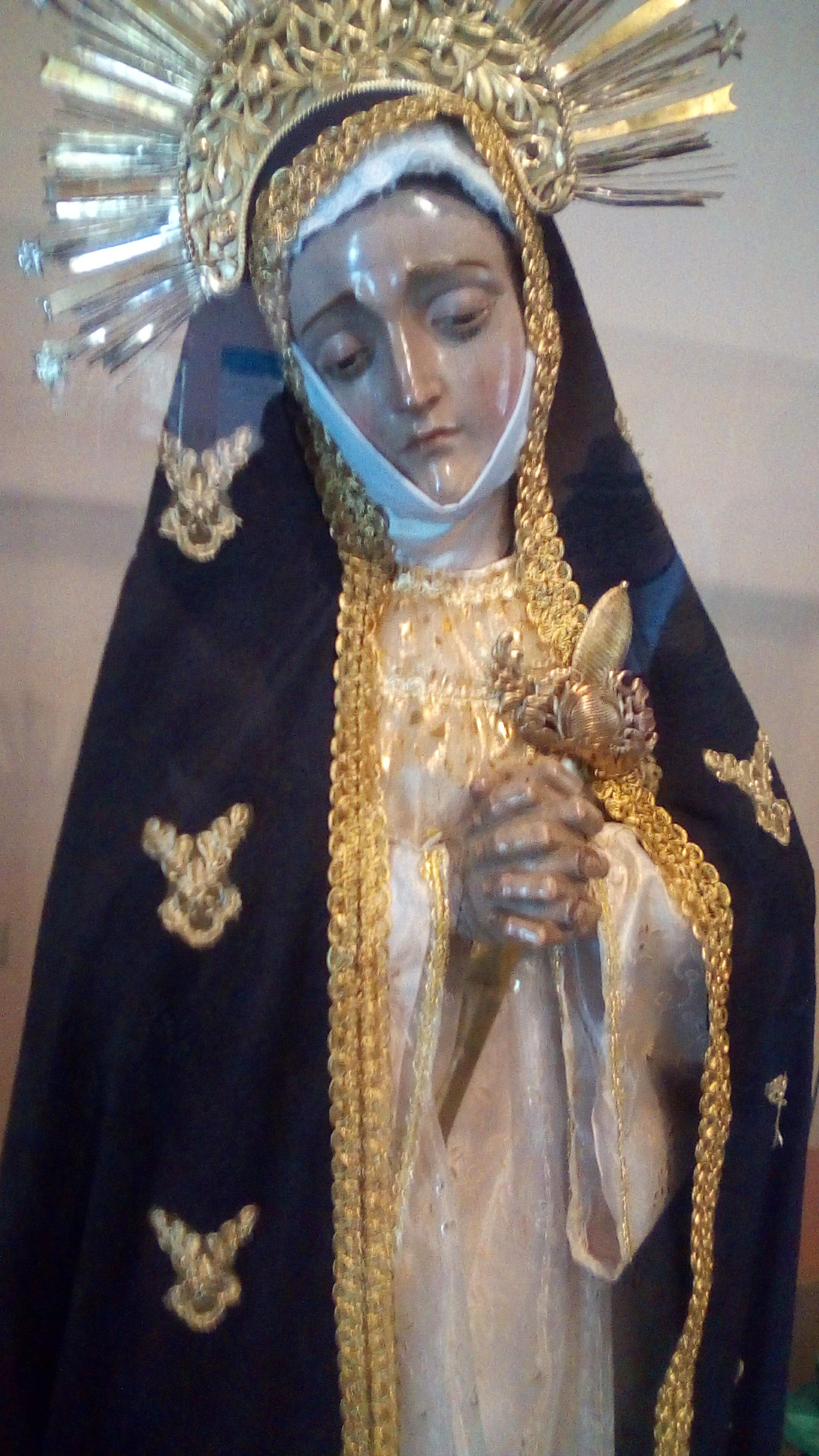
Virgen María del siglo XVII
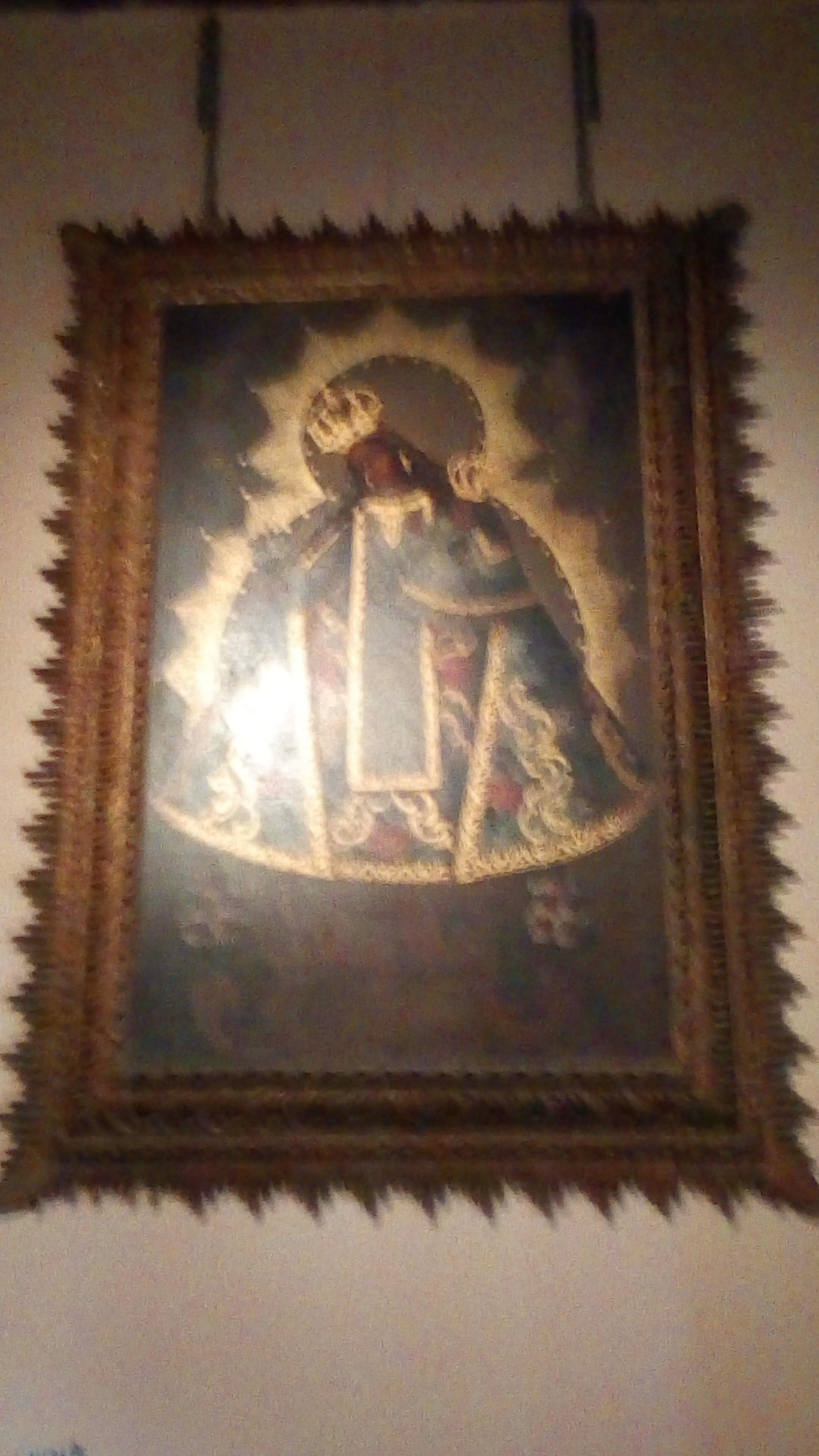
Pintura barroca de la virgen María del siglo XVIII.

## Arquitectura

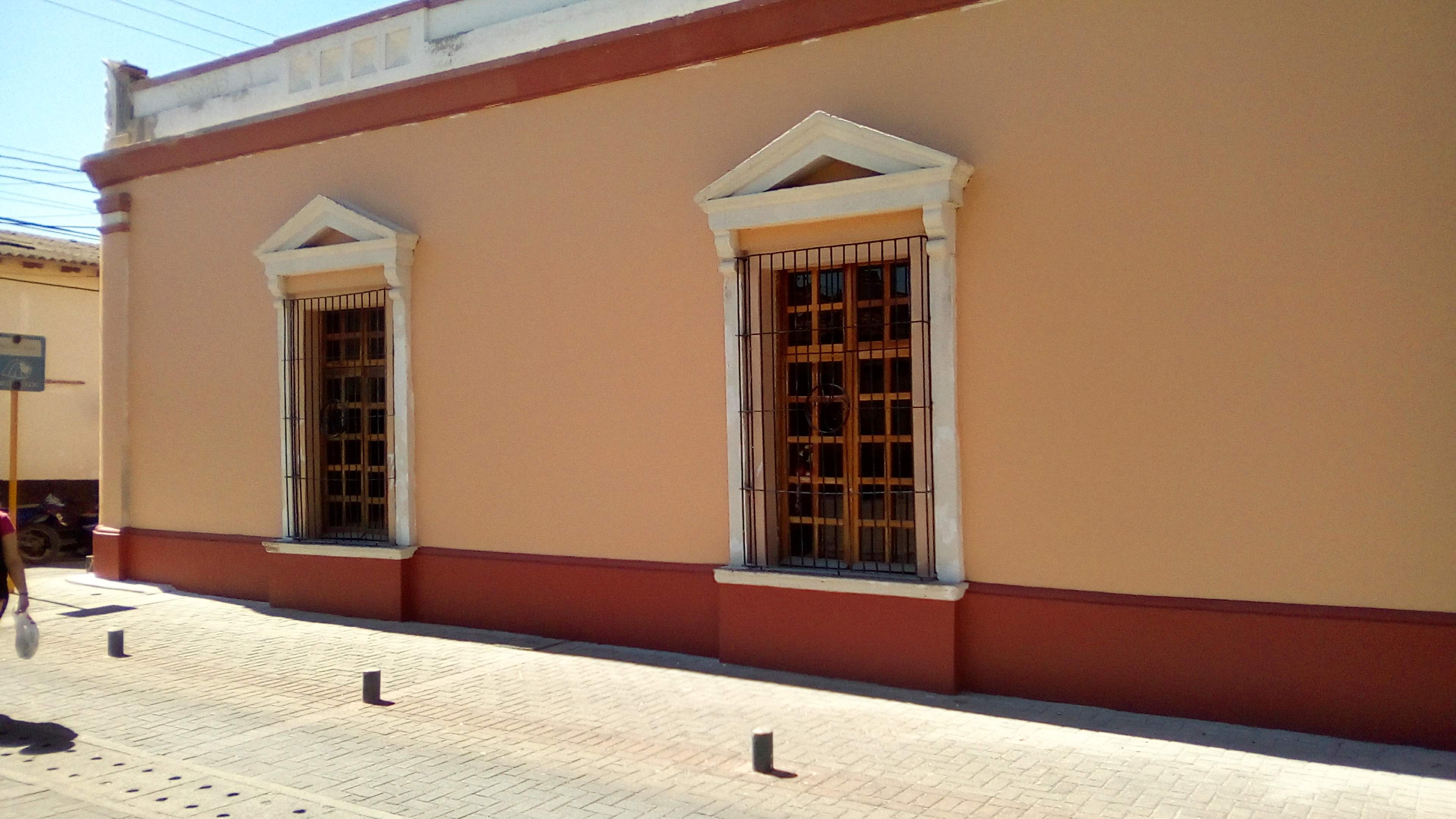
Vista del museo desde la calle.

El edificio tiene un diseño arquitectónico colonial español con una distribución y diseño típico de residencias de la clase alta en Honduras durante la época colonial de Nueva España, con un jardín central rodeado de habitaciones que abren hacia el jardín. El edificio fue construido a finales del siglo XVI para don Francisco del Barco y Santiponce, conquistador español de San Jorge de Olancho. La casa luego pasó de manos varias veces y ha tenido varias restauraciones y cambios durante los siglos dependiendo de su uso y función. En 1999 se completó su más reciente restauración arquitectónica cuando el museo fue inaugurado como el Museo Regional de Arqueología de Comayagua. Esta restauración buscó recuperar el estilo original colonial español del inmueble.